# ادموند سی. تاربل
ادموند سی. تاربل (انگلیسی: Edmund C. Tarbell; ۲۶ آوریل ۱۸۶۲ – ۱ اوت ۱۹۳۸) نقاش امپرسیونیست اهل ایالات متحده آمریکا و از اعضای گروه موسوم به ده نقاش آمریکایی بود.

## نگارخانه

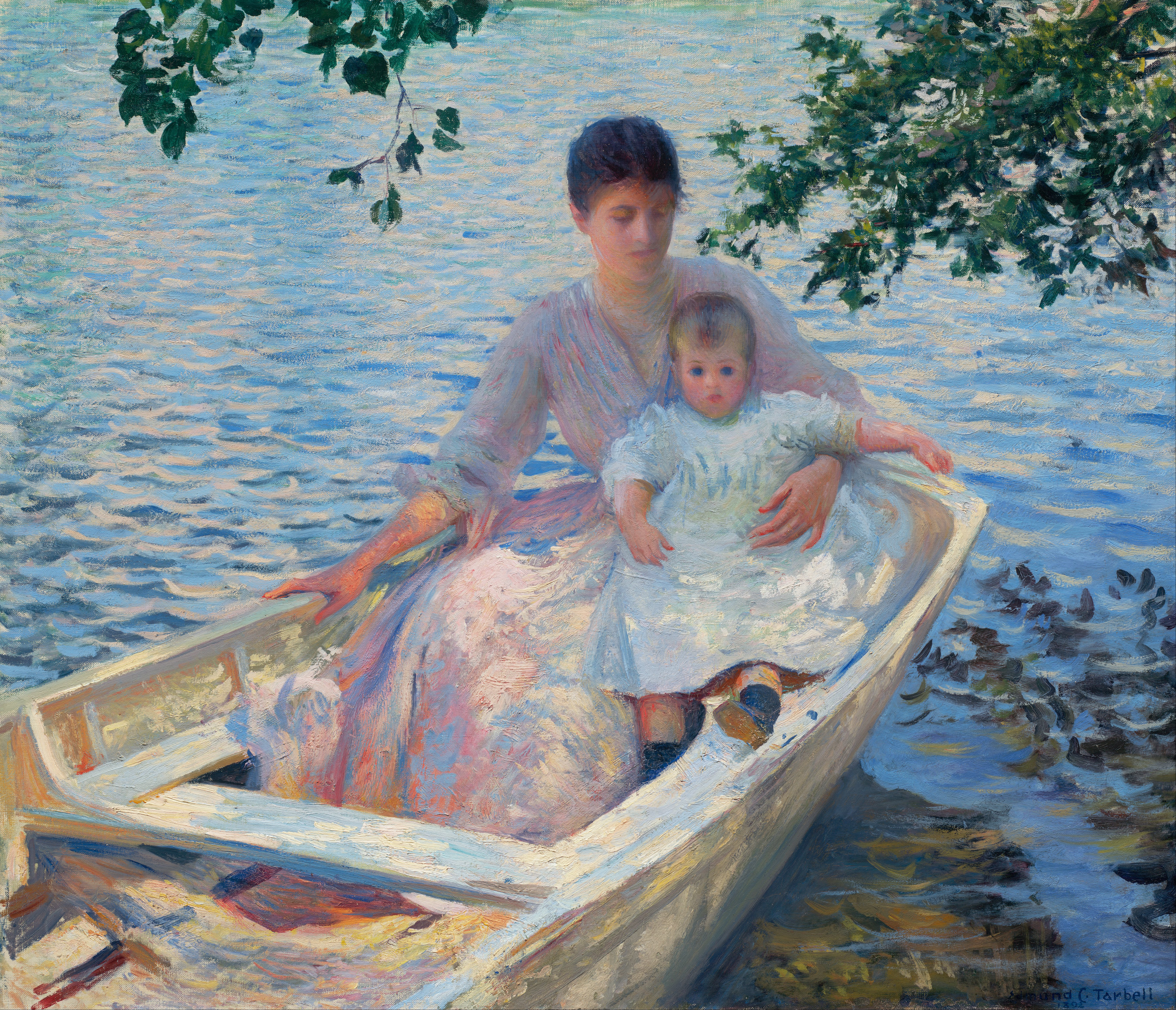
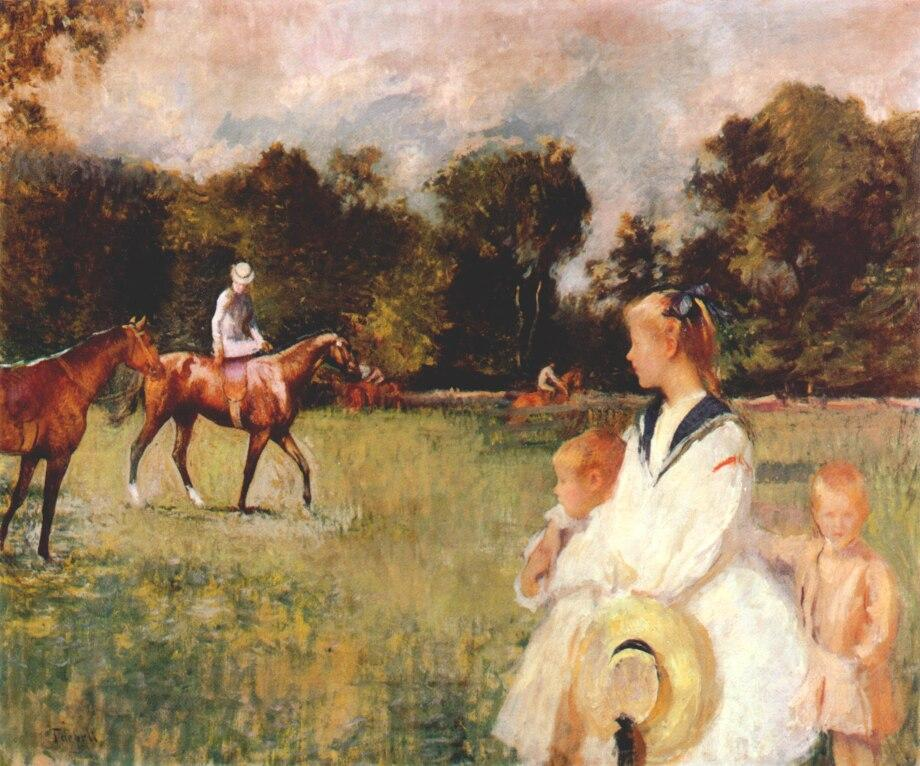
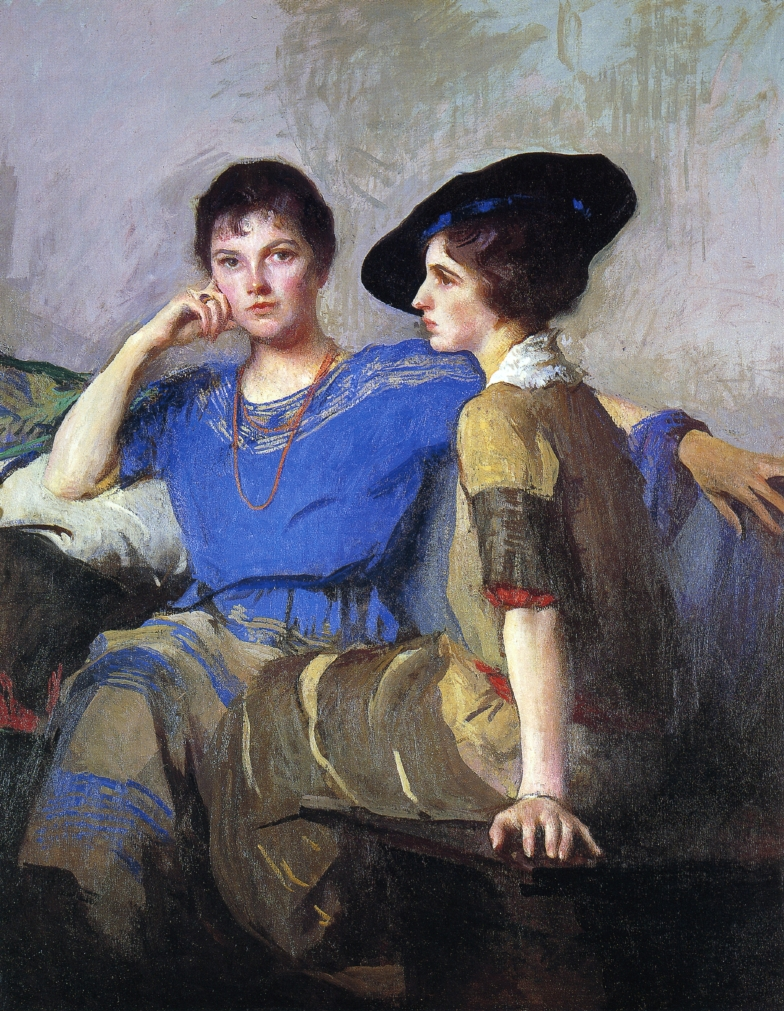
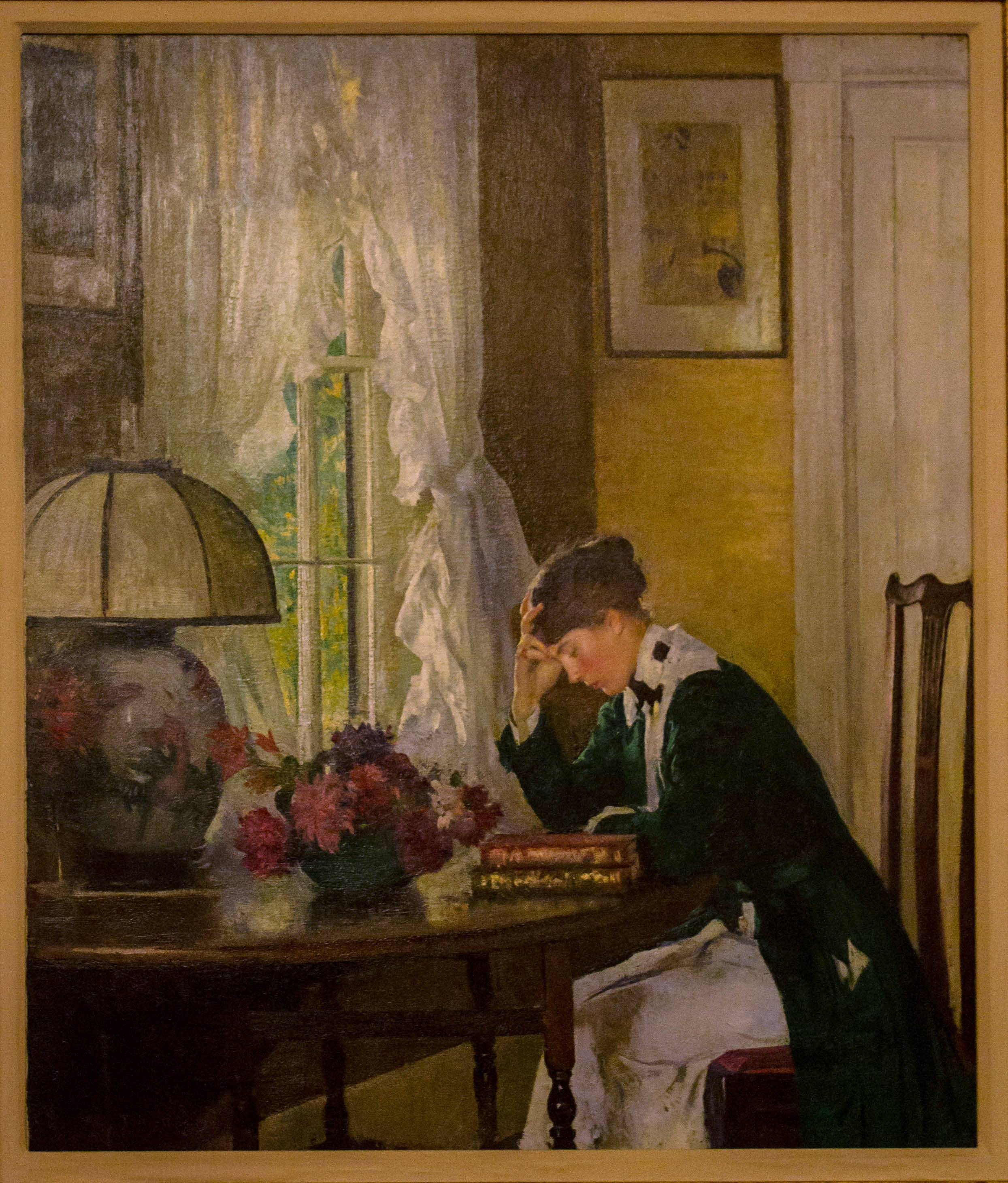
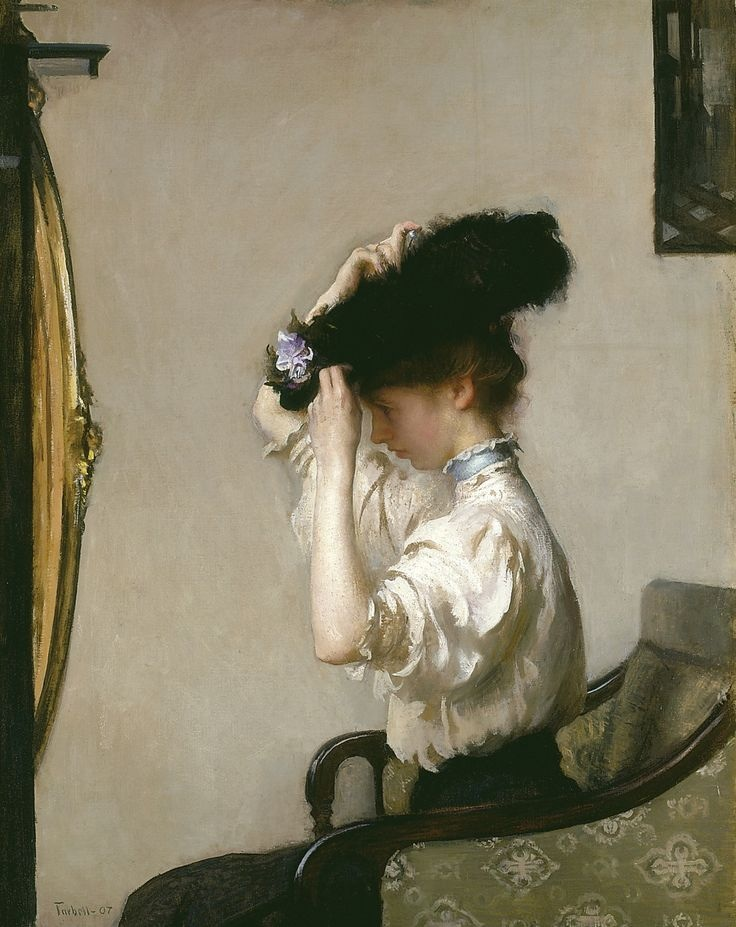
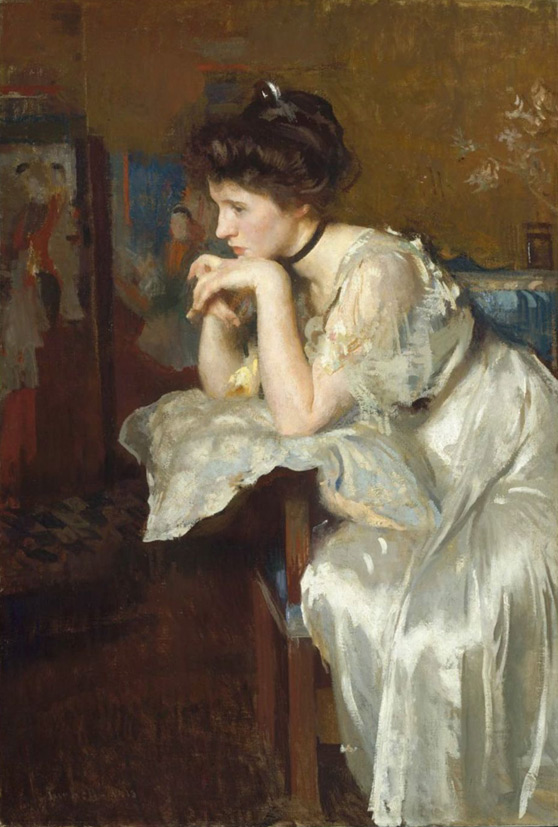